# 梅普爾伍德鎮區 (明尼蘇達州奧特泰爾縣)
梅普爾伍德鎮區（英語：Maplewood Township）是位於美國明尼蘇達州奧特泰爾縣的一個行政鎮區。

## 歷史
梅普爾伍德鎮區原名為聖阿格尼斯鎮區（St. Agnes Township），於1880年設立，1882年改為現稱。現稱得名自當地常見的糖楓。

## 地方資料
梅普爾伍德鎮區的面積為92.34平方千米，當中陸地面積為81.90平方千米，而水域面積為10.34平方千米。根據2020年美國人口普查的數據，當地共有人口294人，而人口密度為每平方千米3.18人。